# Tarcza numerowa

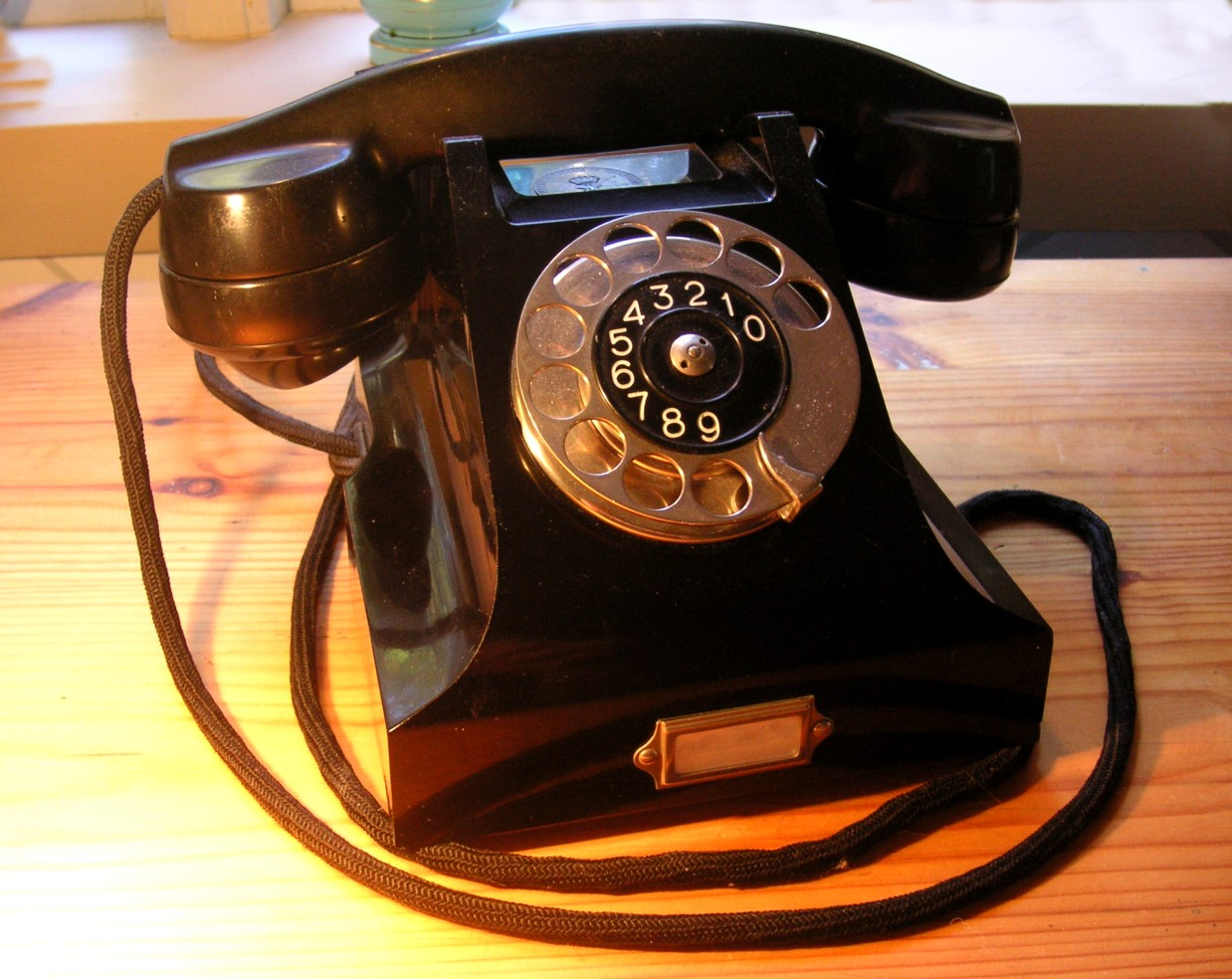
Telefon z tarczą numerową

Tarcza numerowa – część telefonu służąca do wybierania numeru telefonu rozmówcy w celu nawiązania połączenia telefonicznego, w latach dziewięćdziesiątych XX wieku sukcesywnie zastępowana klawiaturą numeryczną.

## Zasada działania
W tarczy znajduje się 10 otworów, przez które widać cyfry od 1 do 9 i 0 umieszczone pod tarczą. Wskazując jedną z cyfr palcem obraca się nim tarczę zgodnie z kierunkiem ruchu wskazówek zegara do oporu, kiedy palec natrafia na element ograniczający. Po zwolnieniu tarczy wraca ona do pierwotnego położenia, a przeskakująca zapadka zwiera linię telefoniczną przy przejściu każdego otworu nad punktem odniesienia. Liczba impulsów elektrycznych odpowiada wybranej cyfrze. Przykładowo: przy włożeniu palca w otwór z cyfrą 1 ruch w stronę ogranicznika jest najkrótszy, a po puszczeniu tarczy powracając do pozycji spoczynku generuje ona tylko jeden impuls. Przy wyborze zera generowanych jest 10 impulsów. Taki sposób wybierania numerów nazywany jest wybieraniem impulsowym.
Tarcza numerowa została wprowadzona w 1888 roku przez Almona Strowgera wraz z wybieraniem impulsowym w mechanicznych centralach telefonicznych.
Wraz z wprowadzeniem elektronicznych aparatów telefonicznych oraz central elektronicznych z wybieraniem tonowym tarcza numerowa zanikła.